# Španie Pole
Španie Pole és un poble i municipi d'Eslovàquia. Es troba a la regió de Banská Bystrica.

## Història
La primera menció escrita de la vila es remunta al 1301.

## Demografia
| Godina             | 1994 | 2004    | 2014   | 2024    |
| ------------------ | ---- | ------- | ------ | ------- |
| Nombre de persones | 107  | 87      | 83     | 72      |
| Diferència         |      | −18,69% | −4,59% | −13,25% |

| Godina             | 2023 | 2024   |
| ------------------ | ---- | ------ |
| Nombre de persones | 76   | 72     |
| Diferència         |      | −5,26% |